# Плосковское сельское поселение (Орловская область)
Пло́сковское се́льское поселе́ние — административно-территориальная единица и муниципальное образование (сельское поселение) в составе Дмитровского района Орловской области. 
Административный центр — село Плоское.

## География
Муниципальное образование находится на юго-востоке Дмитровского района. Граничит с:
- Лубянским сельским поселением (на севере)
- Кромским районом (на северо-востоке)
- Троснянским районом (на востоке)
- Железногорским районом Курской области (на юге)
- Долбенкинским сельским поселением (на западе)
- Соломинским сельским поселением (на северо-западе)

## История
Плосковский сельсовет был образован в первые годы советской власти в составе Волковской волости Дмитровского уезда Орловской губернии. С 1928 года в составе Дмитровского района.
17 января 1969 года был упразднён посёлок Новопавловский, располагавшийся на территории сельсовета.
15 октября 2004 года были упразднены посёлки Новая Ялта, Светлый Луч и Околодный, располагавшиеся на территории сельсовета.
Статус и границы сельского поселения установлены Законом Орловской области от 19 ноября 2004 года № 447-ОЗ «О статусе, границах и административных центрах муниципальных образований на территории Дмитровского района Орловской области».

## Населённые пункты
В состав Плосковского сельского поселения входят 10 населенных пунктов:
- Плоское (село)
- Авилово (деревня)
- Апойково (деревня)
- Ждановка (деревня)
- Золотое Дно (посёлок)
- Комарник (посёлок)
- Красная Стрелица (посёлок)
- Кучеряевка (деревня)
- Малиновский (посёлок)
- Хальзево (деревня)

## Полезные ископаемые
На территории сельского поселения обнаружено месторождение железной руды.